# بخش ماگداگاچینسکی
بخش ماگداگاچینسکی (به لاتین: Magdagachinsky District) یک منطقهٔ مسکونی در روسیه است که در استان آمور واقع شده‌است.